# Преле (Бјела)
Преле је насеље у Италији у округу Бијела, региону Пијемонт.
Према процени из 2011. у насељу је живело 9 становника. Насеље се налази на надморској висини од 349 м.